# Atahona
Atahona es una localidad situada en el departamento Río Primero, provincia de Córdoba, Argentina.
Se encuentra situada a 94 km de la Ciudad de Córdoba. La ruta más cercana es la ruta provincial N.º 17.

## Geografía

### Población
Cuenta con 150 habitantes (Indec, 2022), lo que representa un incremento del 41% frente a los 88 habitantes (Indec, 2010) del censo anterior.
| Gráfica de evolución demográfica de Atahona entre 1991 y 2022 |
|                                                               |
| Fuente: Censos nacionales del INDEC                           |

### Sismicidad
La sismicidad de la región de Córdoba es frecuente y de intensidad baja, y un silencio sísmico de terremotos medios a graves cada 30 años en áreas aleatorias. Sus últimas expresiones se produjeron:
- 22 de septiembre de 1908 (116 años), a las 17.00 UTC-3, con 6,5 Richter, escala de Mercalli VII; ubicación 30°30′0″S 64°30′0″O / -30.50000, -64.50000; profundidad: 100 km; produjo daños en Deán Funes, Cruz del Eje y Soto, provincia de Córdoba, y en el sur de las provincias de Santiago del Estero, La Rioja y Catamarca[3]

- 16 de enero de 1947 (78 años), a las 2.37 UTC-3, con una magnitud aproximadamente de 5,5 en la escala de Richter (terremoto de Córdoba de 1947)[2]

- 28 de marzo de 1955 (70 años), a las 6.20 UTC-3 con 6,9 Richter: además de la gravedad física del fenómeno se unió el desconocimiento absoluto de la población a estos eventos recurrentes (terremoto de Villa Giardino de 1955)

- 7 de septiembre de 2004 (20 años), a las 8.53 UTC-3 con 4,1 Richter

- 25 de diciembre de 2009 (15 años), a las 21.42 UTC-3 con 4,0 Richter

## Economía
La principal actividad económica es la agricultura seguida por la ganadería, siendo el principal cultivo la soja.
El turismo también tiene cierta relevancia en la economía local, junto con la elaboración de productos regionales como alfajores, dulces caseros y conservas.